# Tršice (Olomouc)
Tršice é uma comuna checa localizada na região de Olomouc, distrito de Olomouc.